# Perchloraat

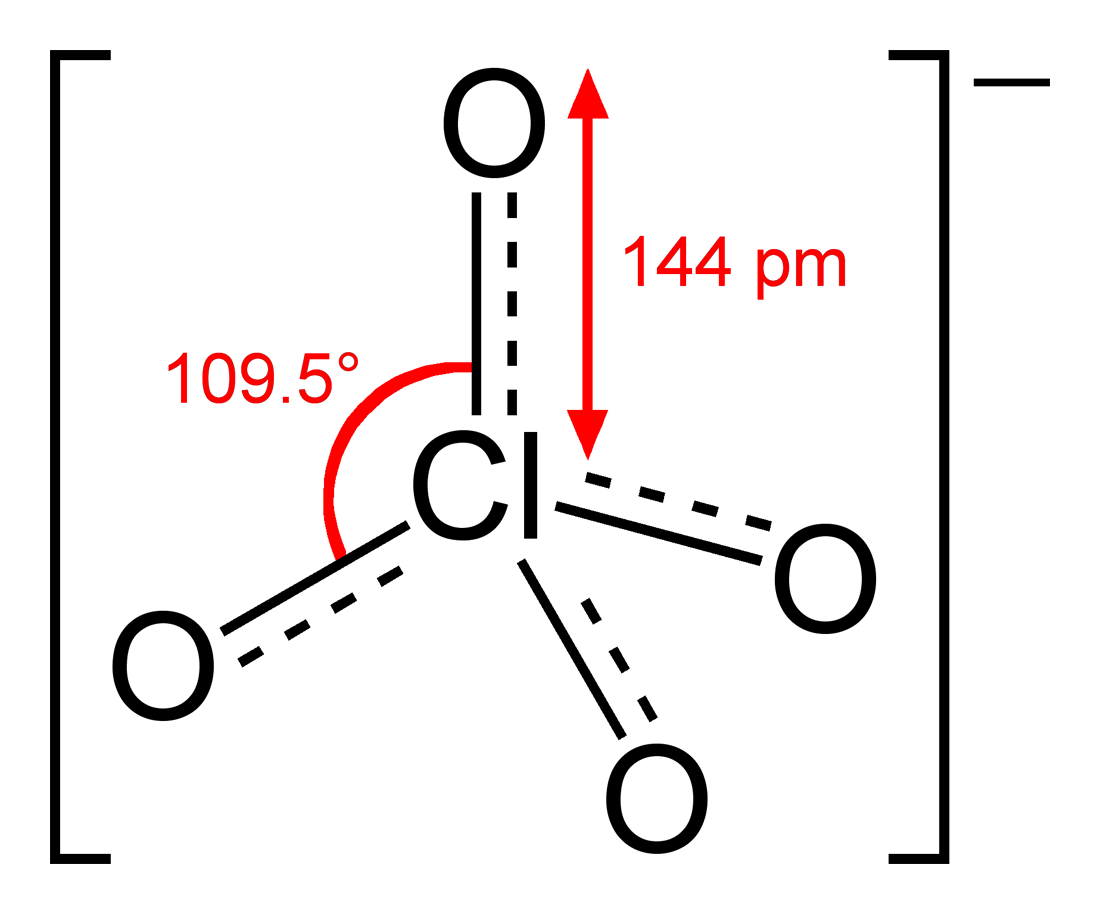
Structuur en afmetingen van het perchloraation

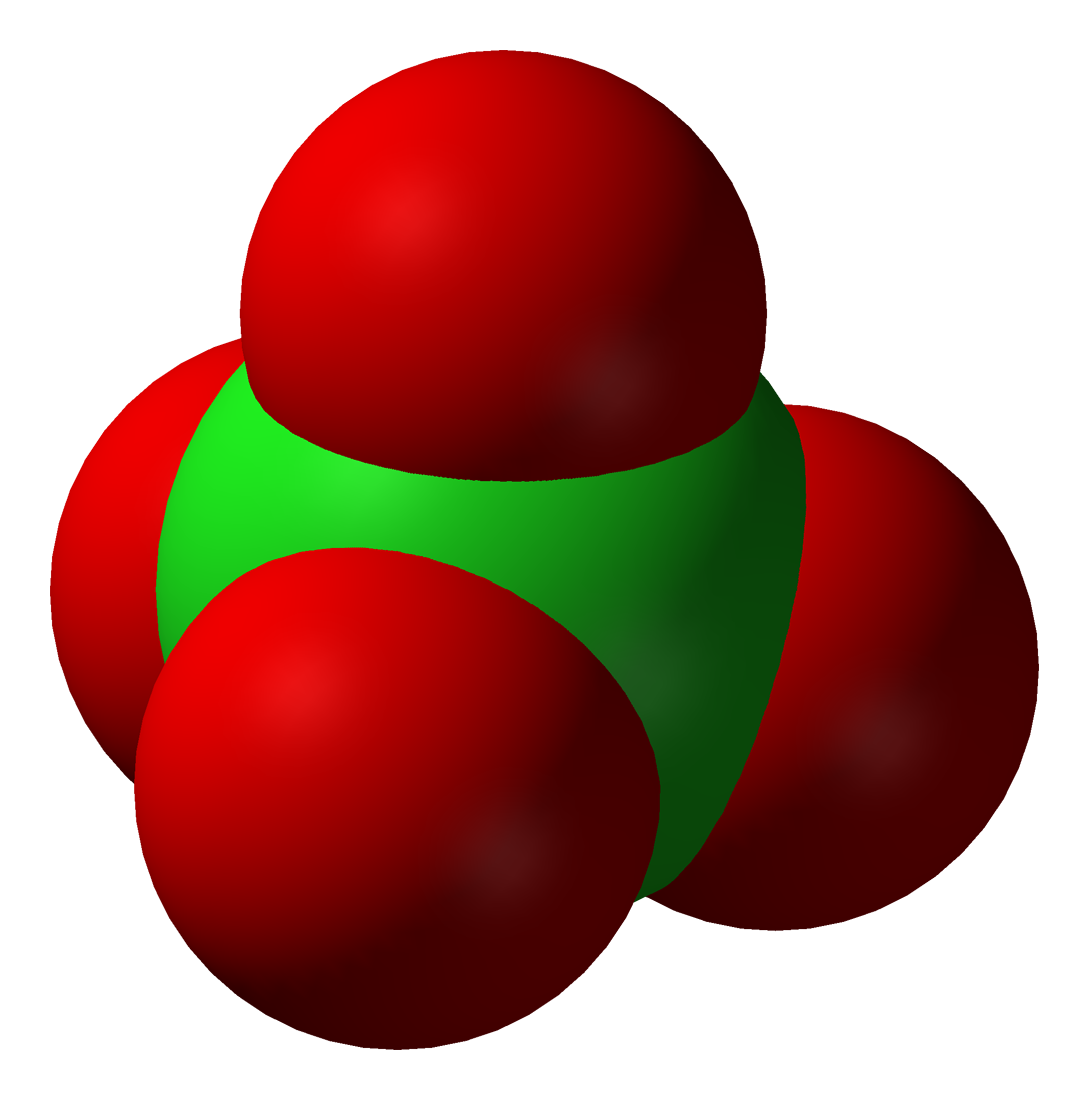
Een ruimtevullend model van het perchloraation

Perchloraat is een oxoanion met als brutoformule ClO4−. Perchloraten zijn zout van perchloorzuur.

## Structuur
Het perchloraation heeft de vorm van een tetraëder, de vier chloor-zuurstofbindingen hebben een gelijke lengte. Het chlooratoom bevindt zich in hoogste oxidatietoestand en heeft een formele lading van +7.

## Eigenschappen
Perchloraat is een zwak coördinerend anion waardoor perchloraten in het algemeen goed oplosbaar zijn in waterige oplossingen. Ze worden daarom in chemisch onderzoek veel gebruikt om kationen in oplossing te brengen die met andere tegenionen niet in oplossing te brengen zijn. Het ion is een sterke oxidator en moet met omzichtigheid behandeld worden omdat bij verhitting in droge vorm ontleding optreedt met de vorming van gasvormige producten. Explosies zijn daarbij niet uit te sluiten. In waterige oplossingen is de pH van invloed op de grootte van het oxiderend vermogen.
Het perchloraat-ion is een van de zwakste basen.

## Gezondheidsrisico's en blootstellingswegen
Perchloraat remt de opname van jodium in het lichaam en kan daardoor de werking van de schildklier beïnvloeden. Chronische blootstelling kan voor bepaalde bevolkingsgroepen zorgwekkend zijn. Er zijn geen wettelijke normen, maar er zijn wel door de Europese commissie referentiewaarden vastgesteld. Perchloraat komen in (rauwe) melk en melkproducten terecht: 
• als afbraakproducten van desinfectie- of gewasbeschermingsmiddelen via het grondwater;
• via reinigings- en desinfectiemiddelen met chloorhoudende componenten op het melkveebedrijf en in de zuivelfabriek;
• als residuen in additieven of ingrediënten.

## Europese normering
Met de wijzigingsverordening (EU) 2020/685 is perchloraat opgenomen in de contaminantenverordening (EG) nr. 1881/2006. Perchloraat wordt beschouwd als een verontreiniging. Deze stof kan via het grondwater, sproeiwater, bepaalde meststoffen of water dat in de productie gebruikt wordt om te wassen in een product komen. Perchloraat kan schadelijk zijn voor de gezondheid van het menselijk lichaam omdat het de inname van jodium remt.
Er zijn maximumgehalten vastgesteld voor groenten en fruit, thee, kruiden- en fruitthee en bepaalde categorieën babyvoeding. Voor groenten en fruit gelden deze voor het eetbare deel van het voedsel. De verordening is van toepassing vanaf 1 juli 2020. Alle voedingsmiddelen die in de bijlage bij de verordening worden vermeld en die vóór deze datum legaal in de handel zijn gebracht, mogen in de handel worden gebracht tot hun datum van minimale houdbaarheid of houdbaarheidsdatum.
Aangezien de nieuwe maximumgehalten alleen van toepassing zijn op bepaalde voedingsmiddelen en voedselgroepen, moet bij andere producten een risicobeoordeling volgens de verordening inzake verontreinigingen in levensmiddelen (EG) nr. 315/93) worden uitgevoerd. Hiermee wordt onderzocht of het product overeenkomstig artikel 14 van de verordening (EG) nr. 178/2002 aan de eisen van veilig voedsel voldoet. De risicobeoordeling wordt uitgevoerd op basis van de ADI (aanvaardbare dagelijkse inname). Er is geen acute referentiedosis (ARfD) voor perchloraat vastgesteld, omdat wordt aangenomen dat er geen gezondheidsrisico is bij een eenmalige inname van perchloraat.
Per 1 juli 2020 zijn voor Perchloraat maximum gehalten aangegeven in bijlage 9 van EG Verordening 2020/685. Voor zuivelproducten zoals volledige zuigelingenvoeding, opvolgzuigelingenvoeding, peutervoeding en voeding voor medisch gebruik voor zuigelingen en peuters geldt een maximum residugehalte van 0,01 mg/kg. Voor babyvoeding is dit 0,02 mg/kg.

## Perchloraten
- Ammoniumperchloraat, NH4ClO4
- Cesiumperchloraat, CsClO4
- Lithiumperchloraat, LiClO4
- Magnesiumperchloraat, Mg(ClO4)2
- Perchloorzuur, HClO4
- Kaliumperchloraat, KClO4
- Rubidiumperchloraat, RbClO4
- Zilverperchloraat, AgClO4
- Natriumperchloraat, NaClO4